# Tsubaki Factory
Tsubaki Factory (つばきファクトリー) est un groupe féminin japonais composé de neuf idoles issues du Hello! Pro Kenshūsei et formé en avril 2015 dans le cadre du Hello! Project.
Il est suivi du groupe sœur Kobushi Factory, celui-ci formé en janvier de la même année.

## Histoire
Après la formation du groupe Kobushi Factory, la formation d'un nouveau groupe similaire est révélé le 29 avril 2015 par le Hello! Project. En tant que conseillère du Hello! Project, Saki Shimizu (leader du groupe sœur Berryz Kōbō) a été impliquée dans la sélection des membres et le nom du groupe. Elle est par ailleurs la conseillère du groupe affilié Kobushi Factory.
Les membres annoncent faire leurs débuts en concert le 4 mai 2015 au Nakano Sun Plaza à Tokyo.
Au cours du concert Hello! Project 2015 SUMMER ~CHALLENGER~ en août 2015, il est annoncé que la leader et sub-leader sont respectivement Riko Yamagishi et Risa Ogata. Il est annoncé au même moment que le groupe sortira un premier single indépendant intitulé Seishun Man Man Naka! (青春まんまんなか！) qui sera en vente pendant le concert des Kenshuusei The Hello! Pro Kenshuusei Happyoukai 2015 ~ 9gatsu no Nama Tamago Show! ~, qui aura lieu le 6 septembre.
Le groupe sort successivement des disques indépendants et DVD durant la fin de l'année 2015 et mi-2016.
Tsubaki Factory annonce en août 2016 que le groupe accueille trois membres supplémentaires, Mizuho Ono, Saori Onoda et Mao Akiyama, toutes issues du Hello! Pro Kenshusei, et faire ses débuts en major dans les mois qui suivent.
Le groupe sort son premier single major à triple face A Hatsukoi Sunrise / Just Try! / Uruwashi no Camellia en février 2017.
Le 16 juin suivant, Kiki Asakura annonce avoir une hernie discale lombaire ; elle est donc mis en repos jusqu'à la fin du mois.

## Origine du nom
« Tsubaki » signifie « camellia » en japonais. Ceci symbolise la beauté, la fraîcheur et la force des membres du groupe en référence à la fleur du même nom.
Le mot « Factory » (signifiant « usine », également utilisé dans le nom de leur groupe de sœur Kobushi Factory, est nommé pour référencer Berryz Kōbō (« Kōbō » signifiant « atelier »), de sorte que le groupe porte sur l'esprit de ce groupe.

## Membres
| Prénom et nom    | Kanji           | Date de Naissance | Âge             | Génération          | Couleur         | Notes                                                                |
| Membres actuels  | Membres actuels | Membres actuels   | Membres actuels | Membres actuels     | Membres actuels |                                                                      |
| ---------------- | --------------- | ----------------- | --------------- | ------------------- | --------------- | -------------------------------------------------------------------- |
| Ami Tanimoto     | 谷本安美        | 16 novembre 1999  | 25 ans          | 1re (29 avril 2015) | Violet claire   | Leader (2024-), Sub-leader (2023-2024)                               |
| Mizuho Ono       | 小野瑞歩        | 29 septembre 2000 | 24 ans          | 2e (13 août 2016)   | Vert émeraude   | Sub-leader (2024-)                                                   |
| Saori Onoda      | 小野田紗栞      | 17 décembre 2001  | 23 ans          | 2e (13 août 2016)   | Rose            |                                                                      |
| Mao Akiyama      | 秋山眞緒        | 29 juillet 2002   | 23 ans          | 2e (13 août 2016)   | Rouge claire    |                                                                      |
| Yuumi Kasai      | 河西結心        | 30 juillet 2003   | 22 ans          | 3e (7 juillet 2021) | Mauve           |                                                                      |
| Marine Fukuda    | 福田真琳        | 18 octobre 2004   | 20 ans          | 3e (7 juillet 2021) | Bleu Royal      |                                                                      |
| Runo Yofu        | 豫風瑠乃        | 20 décembre 2007  | 17 ans          | 3e (7 juillet 2021) | Moutarde        |                                                                      |
| Mihane Ishii     | 石井泉羽        | 20 octobre 2008   | 16 ans          | 4e (7 février 2024) | Blanc           |                                                                      |
| Yuu Murata       | 村田結生        | 12 mars 2010      | 15 ans          | 4e (7 février 2024) | Rose claire     |                                                                      |
| Fuka Doi         | 土居楓奏        | 23 mars 2010      | 15 ans          | 4e (7 février 2024) | Vert            |                                                                      |
| Itsuki Nishimura | 西村乙輝        | 15 octobre 2010   | 14 ans          | 5e (16 août 2025)   | Jaune           |                                                                      |
| Anciens membres  |                 |                   |                 |                     |                 |                                                                      |
| Risa Ogata       | 小片リサ        | 8 novembre 1998   | 26 ans          | 1re (29 avril 2015) | Orange claire   | Diplômée le 28 décembre 2020, Sub-leader (2015-2020)                 |
| Kiki Asakura     | 浅倉樹々        | 3 septembre 2000  | 24 ans          | 1re (29 avril 2015) | Rose claire     | Diplômée le 2 avril 2023                                             |
| Riko Yamagishi   | 山岸理子        | 24 novembre 1998  | 26 ans          | 1re (29 avril 2015) | Vert claire     | Diplômée le 6 novembre 2023, Leader (2015-2023)                      |
| Yumeno Kishimoto | 岸本ゆめの      | 1er avril 2000    | 25 ans          | 1re (29 avril 2015) | Jaune           | Diplômée le 6 novembre 2023                                          |
| Kisora Niinuma   | 新沼希空        | 20 octobre 1999   | 25 ans          | 1re (29 avril 2015) | Bleu claire     | Diplômée le 10 Juin 2024, Leader (2023-2024), Sub-leader (2021-2023) |
| Shiori Yagi      | 八木栞          | 19 septembre 2003 | 21 ans          | 3e (7 juillet 2021) | Orange          | Diplômée le 30 avril 2025                                            |

### Formations
- 29 avril 2015 - 12 août 2016 : Risa Ogata, Riko Yamagishi, Kisora Niinuma, Ami Tanimoto, Yumeno Kishimoto, Kiki Asakura
- 13 août 2016 - 28 décembre 2020 : Ogata, Yamagishi, Niinuma, Tanimoto, Kishimoto, Asukara, Mizuho Ono, Saori Onoda, Mao Akiyama
- 29 décembre 2020 - 6 juillet 2021 : Yamagishi, Niinuma, Tanimoto, Kishimoto, Asukara, Ono, Onada, Akiyama
- 7 juillet 2021 - 2 avril 2023 : Yamagishi, Niinuma, Tanimoto, Kishimoto, Asukara, Ono, Onada, Akiyama, Yuumi Kasai, Shiori Yagi, Marine Fukuda, Runo Yofu
- 3 avril 2023 - 6 novembre 2023 : Yamagishi, Niinuma, Tanimoto, Kishimoto, Ono, Onada, Akiyama, Kasai, Yagi, Fukuda, Yofu
- 7 novembre 2023 - 6 février 2024: Niinuma, Tanimoto, Ono, Onada, Akiyama, Kasai, Yagi, Fukuda, Yofu
- 7 février 2024 - 10 juin 2024: Niinuma, Tanimoto, Ono, Onada, Akiyama, Kasai, Yagi, Fukuda, Yofu, Mihane Ishii, Yuu Murata, Fuka Doi
- 11 juin 2024 - 30 avril 2025: Tanimoto, Ono, Onada, Akiyama, Kasai, Yagi, Fukuda, Yofu, Ishii, Murata, Doi
- 1 mai 2025 - 15 août 2025: Tanimoto, Ono, Onada, Akiyama, Kasai, Fukuda, Yofu, Ishii, Murata, Doi
- 16 août 2025 - : Tanimoto, Ono, Onada, Akiyama, Kasai, Fukuda, Yofu, Ishii, Murata, Doi, Itsuki Nishimura

## Discographie

### Albums
Albums
1. 14 novembre 2018 : First Bloom
2. 26 mai 2021 : 2nd STEP
3. 21 février 2024 : 3rd -Moment-

Mini albums
1. 27 avril 2016 : Tsubaki Factory Sound + Vision Vol. 1

### Singles
Singles indies
1. 6 septembre 2015 : Seishun Man Man Naka!
2. 31 décembre 2015 : Kedakaku Saki Hokore!
3. 6 août 2016 : Hitorijime / Watashi ga Obasan ni Natte mo
4. 24 août 2019 : Nineteen no Shinkirou ('19 Summer Ver.)

Singles majors
1. 22 février 2017 : Hatsukoi Sunrise / Just Try! / Uruwashi no Camellia (1er single avec 3 nouvelles membres Mizuho Ono, Saori Onoda, Mao Akiyama)
2. 26 juillet 2017 : Shūkatsu Sensation / Waratte / Hana Moyō
3. 21 février 2018 : Teion Yakedo / Shunrenka / I Need You ~Yozora no Kanransha~
4. 18 juillet 2018 : Date no Hi wa Nido Kurai Shower Shite Dekaketai / Junjou cm / Kon'ya Dake Ukaretakatta
5. 27 février 2019 : Sankaime no Date Shinwa / Fuwari, Koi Dokei
6. 15 janvier 2020 : Ishiki Takai Otome no Dilemma / Dakishimerarete Mitai
7. 30 septembre 220 : Dansha-ISM / Ima Nanji? (dernier single de Risa Ogata)
8. 17 novembre 2021 : Namida no Heroine Kouban Geki / Garakuta DIAMOND / Yakusoku・Renraku・Kinenbi (1er single avec 4 nouvelles membres Yuumi Kasai, Shiori Yagi, Marine Fukuda, Runo Yufo)
9. 29 juin 2022 : Adrenaline Dame / Yowasa ja nai yo, Koi wa / Idol Tenshoku Ondo
10. 22 février 2023 : Machigai ja nai Naitari Shinai / Skip・Skip・Skip / Kimi to Boku no Kizuna feat. KIKI (dernier single de Kiki Asakura et de Yumeno Kishimoto)
11. 27 septembre 2023 : Yuuki It's my Life! / Mousou Dake Nara Freedom / Demo... Ii yo (dernier single de Riko Yamagishi)
12. 28 août 2024: Baby Spider / Seishun Exabyte / Kodou OK? (dernier single de Kisora Niinuma)
13. 4 juin 2025: My Days for You / Daisuki na no ni, Daisuki Dakara (dernier single de Shiori Yagi)